# Metallic Rouge
Metallic Rouge (メタリックルージュ?, Metarikku Rūju) è una serie original anime video giapponese creata da Bones in occasione del suo venticinquesimo anniversario e diretto da Motonobu Hori. La serie è stata presentata in anteprima sul canale Fuji Television, nella fascia +Ultra nel gennaio 2024. 
Un adattamento di webtoon illustrato da Meika Tokyo e Chita Tsurushima sarà pubblicato online sulla piattaforma "Line Manga" di Line Corporation a partire da marzo 2024.

## Trama
In un futuro lontano, gli umani hanno colonizzato Marte e convivono con i "Nean", degli androidi praticamente identici ad un comune essere umano. Tuttavia i nean sono programmati secondo le tre leggi della robotica di Asimov al fine di mantenerli sottomessi al servizio degli umani.
L'umanità ha anche avuto il primo incontro con due specie aliene: la prima, chiamata "usurpatori" con cui l'umanità ha avuto una violenta guerra (iniziale motivo della creazione dei nean), e i pacifici "visitatori", che hanno invece aiutato l'umanità a progredire scientificamente.
Rouge Redstar un "Proto-Nean" non vincolato dalle Leggi di Asimov, e il suo partner umano Naomi Orthmann, sono state incaricate di dare segretamente la caccia ad un gruppo di nean ribelli, noto come i Nove Immortali (Immortal Nine).
Tuttavia, con il progredire del loro viaggio e della loro missione, Rouge inizia a chiedersi se è veramente "libera" o solo un ingranaggio della macchina che gestisce nell'ombra questo mondo distopico.

## Personaggi

### Ministero della verità
Un'istituzione governativa conosciuta anche come Alethia, responsabile della creazione e della supervisione di tutti i Nean.
Rouge Redstar (ルジュ・レッドスター?, Ruju Reddosutā).
Doppiata da: Yume Miyamoto (ed. giapponese), Elena Mancuso (ed. italiana)
È una proto-nean, androide molto avanzata non vincolata dalle Leggi di Asimov e può quindi danneggiare gli umani e gli altri Nean. Il suo aspetto da combattimento è un'armatura rossa denominata Metal Rouge, ma che i media chiamano il "Gladiatore Rosso". Nonostante l'aspetto da adolescente ha 10 anni, il che la rende un po' ingenua e scarsa nel socializzare. È stata incaricata dal Ministero della Verità di dare la caccia ai nove immortali, un gruppo di Nean ribelli. Col tempo matura e inizia a mettere in dubbio la natura della sua missione e a chiedersi se è veramente "libera". Viene rivelato che possiede un pezzo del programma Code Eve, che potrebbe liberare Neans dalle Leggi di Asimov.
Naomi Orthmann (ナオミ・オルトマン?, Naomi Orutoman)
Doppiata da: Tomoyo Kurosawa (ed. giapponese), Gea Riva (ed. italiana)
È un membro del Ministero della Verità che è stata assegnata come partner di Rouge e che ha il compito di sostenerla nella caccia ai nove immortali, principalmente raccogliendo informazioni sui suoi obiettivi. Ha un rapporto un po' difficile con Rouge, che spesso fraintende le sue osservazioni, ma sembra preoccuparsi davvero per lei ed è impressionata dalla sua maturità man mano che il loro viaggio progredisce. Si scopre in seguito che è una spia che lavora per l'ufficio di tutela dove ricopre la posizione di Facilitatore Divino. Lei è infatti il primo nean creato, dalla razza aliena dei visitatori affinché fungesse da intermediario con l'umanità, 40 anni prima degli eventi narrati.
Jean Yunghart (ジーン・ユングハルト?, Jīn Yunguharuto)
Doppiato da: Shunsuke Takeuchi (ed. giapponese), Federico Viola (ed. italiana)
È il vicedirettore del Ministero della Verità e il superiore di Rouge e Naomi, che le ha incaricate di dare la caccia ai Nove Immortali come vendetta per aver ucciso Roy, che ha cresciuto lui e Rouge come figli. In realtà l'uccisione dei nove immortali serve a recuperare i frammenti di Code Eve così che non venga utilizzato, e impedire la liberare dei Nean, poiché questo causerbbe caos e guerre a livello galattico. Successivamente viene sollevato dalla sua posizione dopo che l'esistenza di Rouge e la missione non autorizzata che le ha affidato vengono smascherate.
Eva Cristella (エヴァ・クリステラ?)
Doppiata da: Yōko Hikasa (ed. giapponese), Tania De Domenico (ed. italiana)
La madre di Jean. Una biofisica che lavorò con Roy Yunghart per inventare i nean e vincolarli alle Leggi di Asimov. Tuttavia, in seguito se ne pentì e creò Code Eve, nascondendone vari frammenti all'interno degli ID dei Nove Immortali e Rouge nella speranza che rimediassero al suo errore.
Morì diciassette anni prima dell'inizio della serie.

### Immortal Nine
Un gruppo di proto-nean che ha combattutto durante la guerra contro gli alieni e attualmente sciolto. Sono svincolati dalle leggi di Asimov e ognuno di loro possiede un pezzo di Code Eve. Mentre alcuni membri si sono stabiliti pacificamente, altri si sono uniti all'organizzazione terroristica Nean nota come Alter.
Jaron Fate (ジャロン・フェイト?, Jaron Feito)
Doppiato da: Hiroyuki Yoshino (ed. giapponese), Matteo De Mojana (ed. italiana)
È un membro dei Nove Immortali che lavora per Alter. È un imbroglione manipolatore che crea scenari per far combattere i suoi ex soci contro Rouge per il suo divertimento. È anche il vero colpevole della morte di Roy Yunghart e degli altri omicidi attribuiti al "Gladiatore Rosso". La sua forma di battaglia è un'armatura gialla che ricorda un giullare chiamato Giallon dell'inferno, e combatte con chakram energetici, che può controllare telepaticamente. Può anche mascherarsi da altri alterando il suo aspetto.
Sara Fitzgerald (サラ・フィッツジェラルド?, Sara Fittsujerarudo)
Doppiata da: Yū Shimamura (ed. giapponese), Beatrice Caggiula (ed. italiana)
È un membro dei Nove Immortali che ha abbandonato la sua identità precedente ed è diventata una cantante famosa in una città marziana. Viene uccisa da Rouge, che aveva assunto come sua assistente, dopo aver provato a sua volta ad eliminarla quando ha scoperto la sua vera identità. La sua forma di battaglia era un'armatura viola chiamata Viola del purgatorio e combatteva usando lanciafiamme e arti staccabili.
Afdal Bashal (アフダル・バシャール?, Afudaru Bashāru)
Doppiato da: Kenjiro Tsuda (ed. giapponese), Mattia Bressan (ed. italiana)
È un medico specializzato nel trattamento dei Neans, noto come "Tuner". Dopo l'incontro con Rouge, la invita in una città Nean per mostrarle le condizioni in cui vivono. Successivamente si scopre che era un membro dei Nove Immortali, essendo diventato nichilista dopo aver visto le futili lotte dei Nean per la libertà. Ciò lo ha portato a cercare di uccidere Rouge per "liberarla", solo per finire ucciso per mano sua. Il suo aspetto da battaglia era un'armatura verde con lame al posto delle armi chiamata Verde dell'illusione che produce un gas nervino dal suo corpo per indurre allucinazioni.
Eden Vallock (エデン・ヴァロック?, Eden Varokku)
Doppiato da: Kazuyuki Okitsu (ed. giapponese), Andrea Colombo Giardinelli (ed. italiana)
È un archeologo che indaga sulle rovine della guerra contro gli invasori alieni conosciuti come gli Usurpatori, che incontra Rouge e Naomi. Successivamente viene rivelato che è un membro dei Nove Immortali, essendo stato invitato a unirsi ad Altar ma rifiutando l'offerta a causa di una differenza di ideologia e unendosi invece a Rouge. Il suo aspetto di battaglia è un'armatura nera chiamata Noir il corvino e combatte usando cannoni laser che può materializzare sul suo corpo.
Jill Sturgeon (ジル・スタージョン?, Jiru Sutajon)
Doppiata da: Yui Ogura (ed. giapponese), Deborah Morese (ed. italiana)
È una giornalista freelance che si reca su Marte per riferire sulla discriminazione che i Nean devono affrontare lì. Qui incontra Rouge e Naomi e insegna alla prima ad essere "libera". Successivamente si scopre che è un membro dei Nove Immortali e che lavora per Alter, disprezzando l'umanità per aver ridotto in schiavitù i Nean usando le Leggi di Asimov, volendo che Rouge si unisca alla loro causa. La sua forma di battaglia è un'armatura d'argento chiamata Sylvia del lampo e può muoversi a super velocità, mentre usa una lancia come arma principale.
Ace Machias (アエス・マキアス?, Aesu Makiasu) / Alice Machias (アリス・マキアス?, Arisu Makiasu)
Doppiati da: Minami Tsuda (ed. giapponese), Chiara Leoncini (ed. italiana)
Sono dei gemelli che incrociano Rouge. Ace è un ragazzo topo di biblioteca mentre la femmina Alice è più atletica. In seguito si scopre che sono membri dei Nove Immortali con disturbo dissociativo dell'identità, essendo in realtà due personalità separate che condividono lo stesso corpo. A differenza dei loro ex soci, desiderano semplicemente vivere una vita normale e hanno cercato Rouge nella speranza di raggiungere un compromesso. Il loro aspetto di battaglia è un'armatura arancione chiamata Aerkos il bifronte e combattono usando la criocinesi.
Graufon Berg (グラウフォン・ベルグ?, Guraufon Berugu)
Doppiato da: Hiroki Yasumoto (ed. giapponese), Matteo Brusamonti (ed. italiana)
È un membro dei Nove Immortali che lavora per Alter. Ha un comportamento cavalleresco e preferisce battaglie giuste e onorevoli. Il suo aspetto di battaglia è un'armatura grigia e combatte manipolando la gravità e può creare enormi braccia energetiche.
Nius (?)
Membro dei Nove Immortali che viene solo citato, quando Viola chiede a Rouge perché lo ha ucciso insieme ad Achilles. Lascia intendere che sia stato sconfitto, e il suo ID recuperato, prima dell'inizio della storia narrata.
Achilles (?)
Membro dei Nove Immortali che viene solo citato, quando Viola chiede a Rouge perché l'ha uccisa insieme a Nius. Lascia intendere che sia stata sconfitta, e il suo ID recuperato, prima dell'inizio della storia narrata.

### Ufficio di protezione
La più alta agenzia di polizia dell'umanità, noto anche come Ochrona.
Ash Stahl ( ?, Asshu Sutaru)
Doppiato da: Atsushi Miyauchi (ed. giapponese), Claudio Moneta (ed. italiana)
Un investigatore noto per la sua forte intuizione. Si reca su Marte per perseguire la follia di omicidi commessi dal "Gladiatore Rosso". Man mano che la sua indagine procede, diventa sempre più sospettoso nei confronti dei segreti del Ministero della Verità e della corruzione del Bureau e alla fine unisce le forze con Rouge dopo che lei ha accettato di aiutarlo.
Noid 262 (ノイド262?)
Doppiato da: Chiaki Kobayashi (ed. giapponese), Alessio Talamo (ed. italiana)
Il collega Nean di Ash. Sebbene la loro collaborazione fosse un po' tesa a causa della sua franchezza e del fatto che non avesse ancora compreso alcuni aspetti dell'umanità, come le metafore, lui ed Ash condividevano un forte legame, anche se quest'ultimo si rifiutava di ammetterlo. Viene ucciso dal fuoco amico degli umani durante una battaglia con Alter.

### Carnival
Una misterioso circo di artisti itineranti in giro per l'universo che hanno legami con gli alieni Usurpatori che hanno cercato di distruggere l'umanità in passato.
Il burattinaio (人形遣い師?, Ningyōtsukai-shi) / Roy Yunghart (ロイ・ユングハルト?)
Doppiato da: Hiroshi Yanaka (Burattinaio), Yoshimitsu Shimoyama (Roy Yunghart) (ed. giapponese), Fabrizio Odetto (Burattinaio), Marco Balzarotti (Roy Yunghart) (ed. italiana)
Il misterioso leader del carnevale itinerante, che afferma di voler liberare i Nean dalle Leggi di Asimov. A tal fine, cattura Rouge per rubarle Code Eve, ma la lascia andare dopo averla fatta dubitare se sia veramente "libera". Viene poi rivelato essere Roy Yunghart, il padre adottivo di Jean e il creatore di Rouge, creduto assassinato dai Nove Immortali, che è ciò che ha portato Jean ad incaricare Rouge di dare loro la caccia. In realtà ha finto la sua morte ed ha orchestrato gli eventi della serie.
Opera (オペラ?)
Doppiata da: Mariya Ise (ed. giapponese), Federica Simonelli (ed. italiana)
La subordinata del Burattinaio, che appare come una Nean a causa delle sue capacità atletiche innaturali, pur attaccando umani e altri Nean. Si scopre essere uno degli usurpatori, travestita.

### Altri
Cyan Bluestar (シアン・ブルースター?, Shian Burūsutā)
Doppiata da: Haruka Shiraishi (ed. giapponese), Virginia Astarita (ed. italiana)
Ragazza proto-nean che prende di mira Rouge e afferma di essere sua sorella minore. La sua forma di battaglia è un'armatura blu che somiglia molto a Rouge sia nell'aspetto che nelle abilità. Si tratta di un clone, creato dal burattinaio, per sostituire Rogue, in caso di bisogno.

## Media

### Anime

#### Episodi
| Nº | Titolo italiano Giapponese 「Kanji」 - Rōmaji | In onda          | In onda          |
| Nº | Titolo italiano Giapponese 「Kanji」 - Rōmaji | Giapponese       | Italiano         |
| 1  | Crimson Is the Sound of Dawn 「紅は暁に奏でる」 - Kurenai wa Akatsuki ni Kanaderu | 10 gennaio 2024  | 10 gennaio 2024  |
| 1  | In una città marziana, un uomo misterioso che si fa chiamare "Joker" dirotta un carico di nettare, una droga di cui Nean ha bisogno per funzionare. Altrove in città, Rouge lavora come assistente della famosa cantante Sarah Fitzgerald per determinare se quest'ultima è in realtà un membro degli "Immortal Nine" che ha il compito di uccidere. Viene aiutata da un uccello meccanico azionato da Naomi che sorprende Sarah mentre si inietta del nettare, confermando che è davvero Viola Keane degli Immortali Nove. Tuttavia, il "Joker" distrugge l'uccello, costringendo Naomi a incontrare Rouge di persona per riferire le sue scoperte. Nel frattempo il "Joker", che si rivela essere Hell Giallon, membro degli Immortal Nine, avverte Viola che Rouge è probabilmente il colpevole della morte di altri due dei loro membri. Viola cerca di attirare Rouge in una trappola, il che si traduce in entrambe le donne che si trasformano nelle loro forme di combattimento e si impegnano l'una contro l'altra in combattimento. Con i dati forniti da Naomi, Rouge riesce a sconfiggere Viola ed estrarre il suo nucleo, ma Giallon riesce a fuggire. Con Viola eliminata, Rouge e Naomi partono per la loro prossima missione. |                  |                  |
| 2  | Wander in the Labyrinth 「逃走迷路」 - Tōsōmeiro | 17 gennaio 2024  | 17 gennaio 2024  |
| 2  | L'investigatore del Guardianship Bureau Ash e il suo partner, Noid, si recano su Marte per indagare su una serie di omicidi che Rouge avrebbe commesso. Nel frattempo, Rouge e Naomi salgono su un autobus diretto alla città marziana di Wellstown, raggiunti, tra gli altri, dai figli Miquel ed Emily, dalla giornalista Jill e dal dottor Afdal. Durante il tragitto, Naomi racconta a Miquel ed Emily di come i Nean siano stati creati usando la tecnologia degli alieni chiamati "Visitatori" per combattere una guerra contro un'altra razza aliena chiamata "Usurpatori", ma sono vincolati dalle Leggi di Asimov per impedire loro di danneggiare gli umani. Tuttavia, vengono improvvisamente attaccati da mercenari assoldati dal ricco ex fidanzato di Viola per catturare Rouge, costringendoli a fuggire. Scappano, ma l'autobus si rompe in una foresta, spingendo Naomi a scavare nelle vicine rovine dell'Usurpatore per ripararle. Nel frattempo, Rouge ed Emily esplorano la foresta e si imbattono in un archeologo di nome Eden, che sta studiando le macchine da guerra usurpatrici abbandonate. Dopo aver accidentalmente riattivato le macchine, l'autobus riparato è ancora una volta costretto a fuggire mentre Rouge rimane indietro per combattere le macchine e i mercenari. Alla fine, Rouge emerge vittoriosa e l'autobus la viene a prendere mentre prosegue verso Wellstown.                                                                                          |                  |                  |
| 3  | Marginal City 「境界の街」 - Kyōkai no Machi | 24 gennaio 2024  | 24 gennaio 2024  |
| 3  | Arrivati a Wellstown, Rouge e Naomi consegnano il nucleo di Viola al loro gestore. Il vice-direttore del Ministero della Verità, Jean, dà quindi al duo il loro prossimo obiettivo, "Phantom Verde", che si nasconde nell'insediamento Nean di Wellstown. Nel frattempo, Ash e Noid arrivano a Wellstown, ma la polizia locale blocca le loro indagini, facendo sospettare al primo il coinvolgimento del Ministero. Tornati con Rouge, lei e Naomi litigano quando quest'ultima afferma che sono entrambi solo strumenti del Ministero dopo che il primo afferma di essere "libero". Arrabbiata, Rouge decide di completare la missione da sola e riesce ad entrare nell'insediamento dopo essersi imbattuta in Afdal e nel suo assistente Nean Rion, che lavorano lì. Tuttavia, Rouge è scioccato nel vedere le condizioni di vita impoverite dell'insediamento. Viene quindi avvicinata da un Nean di nome Juval, leader del Consiglio dei Nean Liberi, che è a conoscenza della vera natura di Rouge e le chiede di diventare un simbolo per la loro causa. Rouge decide di concentrarsi prima su Verde, ma in seguito scopre che Juval è stato assassinato, con altri Nean che arrivano prontamente sulla scena, facendola diventare la principale sospettata. In risposta, la polizia invia una forza per occupare l'insediamento mentre un dirigibile sconosciuto arriva a Wellstown. |                  |                  |
| 4  | Freedom and Phantoms 「自由と幻影と」 - Jiyū to Gen'ei to | 31 gennaio 2024  | 31 gennaio 2024  |
| 4  | Il dirigibile trasporta un luna park itinerante mentre atterra in città. Rouge viene trattenuta dal CFN con l'accusa di aver ucciso Juval, ma decide di rimanere al suo posto per far uscire Phantom Verde. Naomi dice di voler aiutare Rouge di sua spontanea volontà, dicendo che non è uno strumento di Alethia, e nemmeno lei. In risposta, Rouge accetta l'aiuto di Naomi. Mentre il CFN interroga Rouge, le forze di sicurezza di Wellstown assaltano l'edificio, uccidendo o arrestando tutti i membri del CFN che trovano. Naomi approfitta dell'autorità di Ash per entrare nell'insediamento, dove affronta Dumas. Tuttavia, Dumas è in realtà Giallon sotto mentite spoglie, e decide di risparmiare Naomi prima di ritirarsi. Rouge fugge dal quartier generale del CFN con Rion, l'assistente di Nean di Afdal, ma ha già capito che Rion deve essere coinvolto nella morte di Juval. Rion ammette di aver ucciso Juval in modo che Afdal non dovesse seguire gli ordini di Dumas per ucciderlo, solo per essere ucciso a sua volta da Afdal che si rivela essere Phantom Verde. Rouge è inizialmente in svantaggio a causa di una combinazione di droga da parte di Rion e alterazione dal gas nervino prodotto dal corpo di Afdal. Tuttavia, usa un'esplosione per disperdere il gas, permettendole di uccidere Phantom Verde e recuperare il suo nucleo. Rouge perde i sensi mentre un certo numero di membri del luna park iniziano a marciare sui cancelli dell'insediamento di Nean. |                  |                  |
| 5  | Carnival Dances with Lost Memories 「カーニバルは忘却と踊る」 - Kānibaru wa Bōkyaku to Odoru | 7 febbraio 2024  | 7 febbraio 2024  |
| 5  | Catturata dal Carnevale, Rouge viene sondata dalla loro leader, il Burattinaio, e rivive i ricordi del suo passato con Jean, che le ha ordinato di dare la caccia ai Nove Immortali come vendetta per aver ucciso suo padre e il suo creatore, Roy Yunghart. Tuttavia, inizia ad avere dei ripensamenti, dal momento che sia Viola che Afdal hanno mostrato rimorso per le loro azioni. Il burattinaio la lascia andare, affermando che vuole che trovi la propria libertà. Nel frattempo, Naomi si allea con Eden per infiltrarsi nel dirigibile della Carnival prima di separarsi. Scopre che la Carnival possiede la tecnologia Usurpatrice e recupera il nucleo di Phantom Verde prima di riunirsi con Rouge. Tuttavia, vengono poi attaccati dal luogotenente di Puppetmaster, Opera, che chiede indietro il nucleo di Verde. Alla fine, un membro sconosciuto dei Nove Immortali arriva e aiuta il duo tenendo a bada le forze del Carnevale, permettendo loro di fuggire. Nel frattempo, la nave della Carnival decolla verso la sua prossima destinazione, con il Burattinaio fiducioso che lui e Rouge si incontreranno di nuovo. In seguito, Rouge e Naomi finalmente si rifanno per il loro precedente litigio mentre il membro degli Immortali Nove, che si rivela essere Eden, li osserva da lontano. |                  |                  |
| 6  | Nameless Guest 「名前がない客」 - Namae ga Nai Marouto | 14 febbraio 2024 | 14 febbraio 2024 |
| 6  | Jean incontra il suo superiore, il Capo Chau, che è a conoscenza della missione non autorizzata di uccidere i Nove Immortali, ma chiude un occhio e lo avverte di una spia del Bureau all'interno del Ministero. Nel frattempo, Rouge e Naomi salgono a bordo di una nave per tornare sulla Terra, cogliendo l'occasione per rilassarsi e fare amicizia con i loro vicini di cabina; i gemelli Ace e Alice. Tuttavia, Giallon è salito a bordo della nave e inizia a uccidere i passeggeri a caso usando vari travestimenti mutaforma. Sempre sulla nave, Ash e Noid si occupano delle indagini, ma dopo che Ash viene ferito, Naomi prende il sopravvento e deduce che, dal momento che Giallon non può alterare il suo peso, lei e Rouge possono rintracciarlo attraverso il manifesto della nave. Dopo essere stati scoperti, Rouge e Giallon si trasformano entrambi nelle loro forme di combattimento e ne segue un combattimento durante il quale rivela di aver ucciso il suo creatore, Roy Yunghart, prima che lei lo getti giù dalla nave e lui sembri bruciare nell'atmosfera terrestre. All'insaputa di Rouge, tuttavia, Ash scopre la sua vera identità dopo aver assistito alla sua trasformazione. Più tardi, Rouge si riunisce con Naomi, ma quest'ultima la mette agli arresti, rivelando che è la spia del Bureau. |                  |                  |
| 7  | Appropriate Gear 「正しい歯車」 - Tadashī Haguruma | 21 febbraio 2024 | 21 febbraio 2024 |
| 7  | Jean, che è stato sollevato dalla sua posizione dopo che la missione di Rouge è stata smascherata, viene interrogato da Naomi, che si rivela essere una Facilitatrice Divina, sugli apparenti piani della Carnival riguardo al progetto di terraformazione di Venere, ma non rivela nulla. Partecipa poi a un incontro con Chau e il direttore dell'ufficio Kahn, dove rivela che le è stata data autorità sul destino di Rouge. Nel frattempo, Rouge viene liberata dalla prigionia da Jill, che si rivela essere "Flash Sylvia" degli Immortal Nine e un membro dell'organizzazione terroristica Nean "Alter", volendo che si unisca a loro. Naomi risponde inviando le sue forze private all'inseguimento, lasciando Rouge incerto su chi fidarsi. Improvvisamente, viene salvata dal membro degli Immortali Nove "Aerkos a due teste" che si rivela essere sia Ace che Alice. Vengono trovati da Ash e Noid, che continuano le loro indagini nonostante siano stati licenziati e accettano di ospitarli in cambio della loro collaborazione. Tuttavia, Ace/Alice se ne vanno dopo che Rouge si rifiuta di disobbedire agli ordini di Jean. Mentre Jean va a indagare su una violazione della sicurezza nella sua casa di famiglia, viene osservato da una ragazza con i capelli blu-verdi. Altrove, Giallon si rivelò essere vivo e fu trovato dal membro dei Nove Immortali Graufon. |                  |                  |
| 8  | Nowhere House 「どこでもない家」 - Dokodemonai Ie | 28 febbraio 2024 | 28 febbraio 2024 |
| 8  | Quando Jean arriva a casa sua, si imbatte in Rouge, Ash e Noid, che stanno indagando sulla morte di Roy Yunghart. Jean li conduce in un seminterrato nascosto che ospita le registrazioni dei ricordi di Roy, dove scoprono che Rouge è stato in realtà creato dall'assistente di Roy, la "madre" di Jean, Eva Cristella. Ha anche sviluppato un programma chiamato "Code Eve", che neutralizza le leggi di Asimov, e lo ha incorporato in Rouge e i Nove Immortali. Jean poi rivela che era volontà di Roy che Rouge fosse mandato a cercare gli Immortali Nove per impedire loro di liberare Neans, il che potrebbe portare al caos di massa. Mentre Rouge riflette su questo dilemma, si confronta con la ragazza dai capelli blu, che si presenta come Cyan, la sorella minore di Rouge, e la sfida ma se ne va dopo che Rouge si rifiuta di combattere. Nel frattempo, le forze dell'Alter, guidate da Silvia e Graufon, attaccano il Ministero della Verità per recuperare i nuclei dei membri dei Nove Immortali uccisi. Il gruppo di Jean arriva per aiutarlo, ma Noid viene accidentalmente ucciso da forze umane. Rouge affronta Jill e Graufon, in disaccordo con i loro metodi, e viene presto raggiunto da Eden, che si presenta come "Jet Black Noir". Tuttavia, mentre Rouge e Noir ricominciano la battaglia, Aerkos arriva mentre Cyan osserva da vicino. |                  |                  |
| 9  | The Ones Who Visited 「訪れ来た者たち」 - Otozure Kita Monotachi | 6 marzo 2024     | 6 marzo 2024     |
| 9  | Aerkos si è apparentemente schierato con Alter e attacca Rouge. Jean tenta di aiutarla, ma viene catturato da Graufon mentre Eden si fa rimuovere il nucleo da Silvia, riportandolo alla forma umana. Alter poi si ritira dopo aver dato a Rouge un ultimatum: il suo core per Jean. Rouge tenta di lanciarsi all'inseguimento, ma viene intercettato da Cyan. Anche se sono alla pari, Rouge segue con esitazione il consiglio di Naomi di sincronizzarsi con Cyan, causando un impulso che neutralizza le loro forme di combattimento. Naomi porta Rouge ad incontrare i Visitatori che rivelano che Naomi è una Nean che hanno creato per essere il loro intermediario con l'umanità. I Visitatori rivelano di essere alla ricerca di un nuovo pianeta natale, dando all'umanità la loro tecnologia in cambio dell'utilizzo dei Nean per terraformare Venere e combattere i loro nemici, gli Usurpatori. Nel frattempo, Alter si dirige verso Venere dove la Carnival è atterrata e le forze Usurpatrici invadono dal sistema solare esterno. Mentre i Visitatori vogliono che Rouge rimanga in isolamento, Naomi li convince a lasciarla unirsi alla lotta, spingendo Rouge a perdonare Naomi per i suoi inganni. Eden arriva quindi con Ash nella sua astronave privata e si offre di portare Rouge e Naomi su Venere. |                  |                  |
| 10 | Family Portrait 「家族の肖像」 - Kazuoku no Shōzō | 13 marzo 2024    | 13 marzo 2024    |
| 10 | A bordo della nave di Eden in viaggio verso Venere, Cyan viene scoperto a nascondersi. Tuttavia, la sua personalità è completamente cambiata, ora si comporta come una bambina e vuole essere sorella di Rouge. Cyan rivela di essere un clone di Rouge creato dal Burattinaio e che ha cercato di ucciderla solo perché una voce misteriosa le ha ordinato di farlo. Rouge sceglie di accettare Cyan così com'è, e le due ragazze iniziano a sviluppare un legame fraterno, con lei che insegna a quest'ultima che può prendere le proprie decisioni. Mentre Ash ed Eden ricordano il loro passato, Naomi si rende conto di essere l'unica a non avere una "famiglia". Nel frattempo, Alter atterra su Venere e viene accolto dal Carnevale. I membri dei Nove Immortali partecipano quindi a un pasto "di famiglia" con Jean dove rivelano le loro intenzioni di renderlo il leader dell'umanità dopo che i Nean sono stati liberati e in seguito osserva il Burattinaio estrarre i frammenti di Code Eve da loro. Mentre il gruppo di Rouge si avvicina a Venere, rileva una raffica di missili sparati verso la loro nave. |                  |                  |
| 11 | Target Planet 「狙われた星」 - Nerawareta Hoshi | 20 marzo 2024    | 3 aprile 2024    |
| 11 | Sulla Terra, Chau convince i leader umani a non attaccare Venere, credendo che Jean e gli altri riusciranno a sconfiggere Alter. Nel frattempo, Eden riesce a far atterrare la sua nave su Venere, ma il gruppo si divide presto: Rouge e Naomi da una parte, Eden e Ash con Cyan dall’altra. Mentre Alter e il Carnaval discutono la strategia, il Burattinaio rivela a Jean di essere un ex collega di sua madre. Durante lo scontro tra il gruppo di Rouge e i loro avversari, Ace e Alice vengono nominati guardie di Jean, ma iniziano a mettere in discussione la loro fedeltà dopo aver scoperto che Silvia aveva ordinato a Giallon di assassinare Roy Yunghart e che Jean aveva tentato di ragionare con Alter prima di inviare Rouge contro i membri degli Immortali Nove. Altrove, Cyan sente nuovamente la voce misteriosa e inizia a seguirne le indicazioni, mentre Ash lo insegue. Nel frattempo, Eden affronta Graufon, che gli restituisce il suo nucleo per consentire un combattimento leale. La voce si rivela essere quella del Burattinaio, che riesce a prendere il controllo di Cyan e a fuggire con lei, anche se non prima che Ash riesca a vederlo smascherato. Nel frattempo, Rouge e Naomi si ritrovano di fronte a Giallon, travestito da Jean. |                  |                  |
| 12 | Mask Graveyard 「仮面の墓場」 - Kamen no Hakaba | 27 marzo 2024    | 10 aprile 2024   |
| 12 | Dopo una feroce battaglia, Eden uccide Graufon, mentre Jean convince Ace e Alice a cambiare schieramento. Poco dopo, incontrano Eden e Ash, e Jean chiede il loro aiuto per fermare il Burattinaio, riferendosi a Eden come suo "padre". Altrove, Rouge e Naomi scoprono il travestimento di Giallo e lo seguono fino a Silvia, che apparentemente uccide Giallo a seguito di un disaccordo. Dopo aver rifiutato ancora una volta l'offerta di Silvia di unirsi ad Alter, Rouge la affronta in combattimento, ma viene sconfitta e Silvia le rimuove il nucleo. Questo evento spinge Naomi a fuggire e tentare di attuare il piano di emergenza dei Visitatori: distruggere Venere tramite un meccanismo di autodistruzione. Tuttavia, dopo essere stata provocata da Giallo, Naomi si rende conto di non poter abbandonare Rouge e si precipita da lei, trasferendo il proprio nucleo per ripristinare il suo potere. Rouge e Naomi si confrontano nuovamente con Silvia e il Burattinaio, mentre Jean ed Eden cercano di impedire la trasmissione di Code Eve. Nel frattempo, Ash, Ace e Alice accorrono in aiuto di Rouge e Naomi. In quell'occasione, Ash rivela la vera identità del Burattinaio: nientemeno che il creatore di Rouge, Roy Yunghart. |                  |                  |
| 13 | Code Eve 「コード・イヴ」 - Kōdo Ivu | 4 aprile 2024    | 17 aprile 2024   |
| 13 | Roy Yunghart rivela che il suo corpo attuale è in realtà un clone di Nean, nel quale ha trasferito la propria coscienza dopo aver orchestrato il suo assassinio. Confessa inoltre di aver manipolato i ricordi e le azioni degli Immortal Nine come parte di un piano per garantire il sopravvento dei Nean sugli umani. Infuriata per i suoi inganni, Silvia lo attacca e apparentemente lo uccide. Tuttavia, Roy trasferisce la sua coscienza nel corpo di Cyan e, in risposta, uccide Silvia. Rouge affronta quindi Roy, ma viene sconfitta e Naomi decide quindi di sacrificarsi trasferendo la propria coscienza in Rouge, diventando il suo sistema operativo e aggiornando la modalità di battaglia. Insieme, riescono a uccidere Roy, ma il combattimento ferisce mortalmente Cyan. Nonostante ciò, lei e Rouge riescono ad affermare la loro sorellanza nei suoi ultimi istanti di vita. Dopo la vittoria, Rouge decide di liberare i Nean, ma Opera, che si rivela essere un Usurpatore sotto mentite spoglie, hackera Code Eve per mettere i Nean contro l'umanità. Fortunatamente, Jean ha già neutralizzato il sabotaggio, e il programma funziona come previsto, costringendo Opera a fuggire. Alla fine, mentre il mondo si adatta alla liberazione dei Nean, Rouge e Naomi partono insieme per dare la caccia a Opera. |                  |                  |